# Sarcophaga pennopluma
Sarcophaga pennopluma är en tvåvingeart som beskrevs av Zumpt 1972. Sarcophaga pennopluma ingår i släktet Sarcophaga och familjen köttflugor. Inga underarter finns listade i Catalogue of Life.